# Trooper (groupe de heavy metal)
Ne doit pas être confondu avec Trooper (groupe de rock).
Trooper est un groupe de heavy metal roumain. Il a été formé le 25 octobre 1995, par les frères Alin et Aurélien Dincă, inspiré par des groupes comme Iron Maiden ou Judas Priest. Une fois avec l'arrivée de Ionuţ «négative» Fleancu, la bande a été renommée Trooper. Un sondage réalisé par le magazine spécialisé Heavy Metal en 2001, place Trooper en premier dans la catégorie du meilleur jeune groupe. Le groupe est apparu sur MTV, MCM, Atomic, TVR1, TVR2, B1 TV, Antena 1, Romania International, Prima TV, Pro TV. Tout au long de leur carrière, ils ont partagé leur scène avec des groupes comme Iron Maiden, Manowar, Sepultura, Kreator et Evergrey.

## Discographie
- 2001 : Trooper
- 2002 : Trooper I
- 2004 : EP
- 2005 : Desant
- 2006 : Gloria
- 2006 : Electric
- 2007 : 12 Ani - Amintiri
- 2008 : Rock'N'Roll Pozitiv
- 2009 : Vlad Ţepeş - Poemele Valahiei
- 2010 : 15
- 2011 : Voodoo
- 2013 : Atmosfera